# Jaakonluoto (ö i Satakunta)
Jaakonluoto är en ö i Finland. Den ligger i sjön Ponsträsk och i kommunen Björneborg i den ekonomiska regionen  Björneborgs ekonomiska region  och landskapet Satakunta, i den sydvästra delen av landet, 230 km nordväst om huvudstaden Helsingfors. Öns area är 2,3 hektar och dess största längd är 280 meter i nord-sydlig riktning.